# Zoe Tavarelli
Zoe Tavarelli (Turín, 3 de enero de 1996) es una actriz italiana de cine y televisión. Inició su carrera a mediados de la década de 2000 apareciendo en el largometraje Se devo essere sincera. En 2008 ganó el Premio Piemonte en la categoría de mejor actriz por su actuación en el cortometraje Piede Nudi, donde interpretó el papel protagónico de Anna. A partir de entonces ha figurado en varias producciones para cine y televisión en su país natal y en los Estados Unidos.

## Filmografía

### Cine
| Año  | Título                           | Papel           | Notas        |
| ---- | -------------------------------- | --------------- | ------------ |
| 2004 | Se Devo Essere Sincera           | Elena           |              |
| 2006 | Piedi Nudi                       | Anna            | Cortometraje |
| 2006 | Don't Make Any Plans for Tonight | Elena Sciortino |              |
| 2014 | Romeo & Juliet                   | Juliet          | Cortometraje |
| 2016 | The Lost Film Series             |                 |              |
| 2016 | Independance Day                 | La chica        | Cortometraje |
| 2019 | If We Have Next Life             | Rachel          | Cortometraje |

### Televisión
| Año       | Título                                    | Papel           | Notas       |
| --------- | ----------------------------------------- | --------------- | ----------- |
| 2007      | Maria Montessori - Una vita per i bambini | Aurora          | Telefilme   |
| 2012-2015 | The Young Montalbano                      | Giulia          | 1x02, 2x06  |
| 2017      | Maltese - Il romanzo del Commissario      | Rosalia Nitto   | 1x04        |
| 2018      | Manny's Garage Sale: A Hitchcock Knot     | Nicole          | 1 episodio  |
| 2020      | Io ti Cercherò                            | Martina Camilli | 8 episodios |

## Premios y nominaciones
- 2008 - Premio de Cine Piemonte en la categoría de mejor actriz – Piedi Nudi; Ganadora.
- 2018 - LA shorts awards Bronze Award – Diminuendo